# Hagymási Zoltán
Hagymási Zoltán (Szekszárd, 1964. október 22. –) korábbi magyar labdarúgó, A-licences edző.

## Pályafutása
Hagymási Zoltán 8 évesen kezdett focizni a szekszárdi II. sz. általános iskolában. Első edzője Fertőszegi Béla volt, majd Kalász János, aki akkor a Szekszárdi Dózsa NB I/b-s csapatának a csatára volt. Végigjárta az utánpótlást. Mivel akkoriban nagyon nehéz volt bekerülni a felnőtt csapatba, így megyei szinten folytatta a játékos pályafutását.
Mikor megnősült, feleségével Bogyiszlóra költözött, itt kezdődött edzői pályafutása: a helyi általános iskola 4-5 osztályos tanulóinak lett az edzője. Az iskola történetében először kerültek ki a Megyei Diák Olimpiára. Ezután Tolna Megye ifjúsági csapatának lett az edzője, ahonnan visszatért gyökereihez Szekszárdra utánpótlásedzőnek. Képezte magát, járta az országot, főleg Tornyi Barnabás edzéseit látogatta.
1994 nyarán került Tatabányára Utánpótlás-szakágvezetőnek, és az Ifjúsági „A” csapat edzőjének. Többször megköszönték a munkáját Tatabányán, de több alkalommal visszahívták, amikor már NB I-es lett a felnőtt csapat. Részese volt a Tóth Bálinttal fémjelzett időszaknak. 1999-ben bajnokságot nyert a felnőtt csapat az NB II-ben és Magyar Kupa döntőt játszott a Debrecen ellen Vácott.
1999-től részese az MLSZ edzőképzésének. Eleinte csak besegített a Komárom–Esztergom megyei edzőképzésbe, majd 2006-tól Megyei és Közép-dunántúli Instruktor lett egész 2010 év végéig.
2007 márciusában Tornyi Barnabás mellett másodedzője lett a Tatabánya NB I-es csapatának. A csapatot bent tartották az első osztályban. Tornyival dolgoztak együtt később Siófokon és Diósgyőrben is. 2009 nyarán kinevezték az NB I-ből kieső Siófok NB II-es csapatának vezető edzőjének. Decemberben elhagyta a második helyen álló csapatott, és Diósgyőrbe ment másodedzőnek.
2014-ben második helyig vezette AZ Ete SE csapatát Komárom–Esztergom Megyében. 2014 őszétől a Komárom csapatának edzője.

## Szakmai pályafutása

### Iskolák
- Magyar Testnevelési Egyetem Segédedzői tanfolyam / labdarúgás / 1990.
- Magyar Testnevelési Egyetem Labdarúgás Edző 1993-1994.
- Magyar Testnevelési Egyetem Sportszervező (menedzser)	1993-1994.
- UEFA „B” licenc / labdarúgás /	1999.
- UEFA „A” licenc / labdarúgás /	2002.

### Edzői pályafutás, eredmények
- 1988-1990 Bogyiszló Általános Iskola DSK: Megyei Úttörő olimpia - IV. hely
- 1990-1992 Tolnai VL. Megyei Ifjúsági csapat: Megyei Bajnokság - 7. és 5. hely
- 1992-1994 UFC Szekszárd serdülő II-es korosztály: Megyei Bajnokság - III. hely
- 1992-1994 UFC Szekszárd Ifi II. korosztály: Megyei Bajnokság - I. hely
- 1994-1996 Tatabányai SC NB II. Ifi „A” 1994-1995 - II. hely
- 1996. tavasz Bicske Tc. NB III. Ifi
- 1996-1997 Bicske Tc. Megye III. osztály Felnőtt - III. hely
- 1997-1998 Bicske Tc. Megye III. osztály Felnőtt I. hely
- 1998-1999 Új Lombard Labdarúgó KFT. NB I/B Ifi „A”: NB I/ B Ifi bajnokság - II. hely
- 1999-2000 Új Lombard Labdarúgó KFT. NB I. Ifi „A„: NB I/B Ifi bajnokság - II. hely
- 2000-2001 Új Lombard Labdarúgó KFT. serdülő IV.: Vértes Kupa - IV. hely
- 2000-2001 Bicske Tc. Megye I. osztály Felnőtt - V. hely
- 2001. ősz Új Lombard Labdarúgó KFT NB I/B Felnőtt Pályaedző
- 2002. január Renova SE NB I. Nő Vezető edző: NB I. Nő felnőtt bajnokság - II. hely; Magyar Kupa - I. hely
- 2002. október Oroszlány- Vért NB III. Felnőtt Vezető edző - XIII. hely - 2003.06.30.
- 2003. július 1. Szaturnusz László Kórház NB I. Nő Vezető edző - 2003.09.30.
- 2004. január 1. Oroszlány– Vért NB III. Felnőtt Vezető edző - XI. hely - 2004.06.30.
- 2004. július 1. Szomor– Zsámbék NBIII Felnőtt Vezető edző
- 2004. szeptember 23. Bicske TC Megye I. osztály Szakmai Igazgató - II. hely - 2005.10.01.
- 2005. október 10. Naszály SE Megye I. osztály Vezető edző- IX. hely - 2006.06.30.
- 2006. július 1. Bajót Szikra Megye I. osztály Vezető edző - VII. hely - 2006.12.31.
- 2007. március 15. Tatabánya Vértes Center NB I. Másodedző - XII. hely - 2007.05.31.
- 2007. július 15. Szent István SE Szakmai Igazgató - 2011.06.30.
- 2007. október 15. BFC Siófok NB I. Másodedző - XIV. hely - 2008.06.30.
- 2008. november 15. BFC Siófok NB I. Másodedző - XV. hely
- 2009. július 1. BFC Siófok NB II. Vezető edző - II. hely
- 2010. január 1. Diósgyőri FC KFT NB I. Másodedző - XVI. hely - 2010.04.08.
- 2011. július 15. Holler U.F.C. Szakmai Igazgató - 2013.01.31.
- 2013. február 1.ETEI SE Megye I. osztály - XI. hely
- 2014. június 30.ETEI SE Megye I. osztály - II. hely
- 2014. július 1. KOMÁROM Megye I. osztály